# Maserati Grecale
Maserati Grecale (Tipo M182) — компактний позашляховик, який дебютував 22 березня 2022 році. В продаж модель надішла в 2023 році.
Відповідно до традицій Maserati, назва походить від середземноморського вітру Grecale (гре́гала, гре́гос, гре́кос, грега́ль; ісп. gregal, фр. gre-cale, лат. greaecus) — той, що дме з Греції.

## Опис

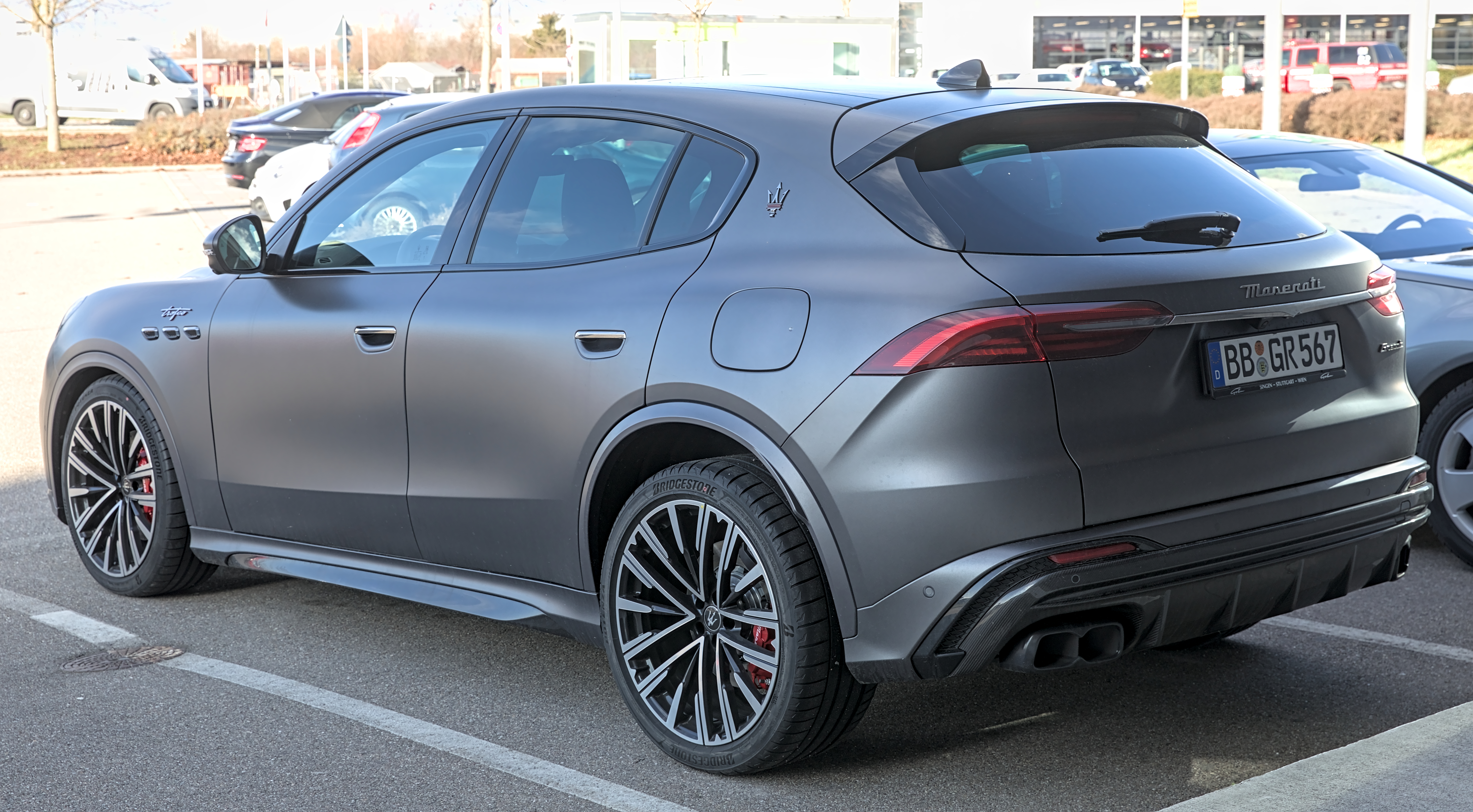
Maserati Grecale Trofeo

Під час церемонії представлення спортивного автомобіля Maserati MC20 наприкінці 2020 року Maserati також оголосила, що випустить кросовер, менший за Levante, який отримав назву Grecale. Він пропонується з гібридними, повністю електричними та бензиновими силовими установками.
Автомобіль розроблений на платформі FCA Giorgio, що й Alfa Romeo Stelvio.
Кросовер Maserati буде запропонований не тільки з пружинною підвіскою (пасивною або адаптивною), але і з трикамерними пневмостійками.
Він буде пропонуватися у таких варіантах як гібридних, повністю електричних та бензинових трансмісій.
Повністю електрична модель має підназву Folgore. Електромобіль Grecale Folgore має 550 к.с., батарею на 105 кВт/год та проїжджає на одному заряді до 500 км.
Maserati Grecale став доступним для покупки в Північній Америці на початку 2023 року.
В 2024 році Maserati запустила програму Fuoriserie для персоналізації кросовера Grecale.

## Силові агрегати
Grecale доступний з кількома м'якими гібридними рядними чотирициліндровими силовими агрегатами та двигуном V6 потужністю 530 PS (390 кВт) для специфікації Trofeo. Доступна повністю електрична версія, названа Folgore, представлена на Шанхайському автосалоні 2023. Вона оснащена батареєю ємністю 105 кВт·год і надійшла у продаж у 2023 році як модель 2024 року. Folgore оснащена двома двигунами, кожен з яких видає 279 PS (205 кВт; 275 к. с.), що в сумі становить 558 PS (410 кВт; 550 к. с.).
Двигуни
- 2.0 TBI-M T4 Multiair turbo I4 300 к.с. 450 Нм (GT)
- 2.0 TBI-M T4 Multiair turbo I4 330 к.с. 450 Нм (Modena)
- 3.0 Nettuno bi-turbo V6 530 к.с. 620 Нм (Trofeo)

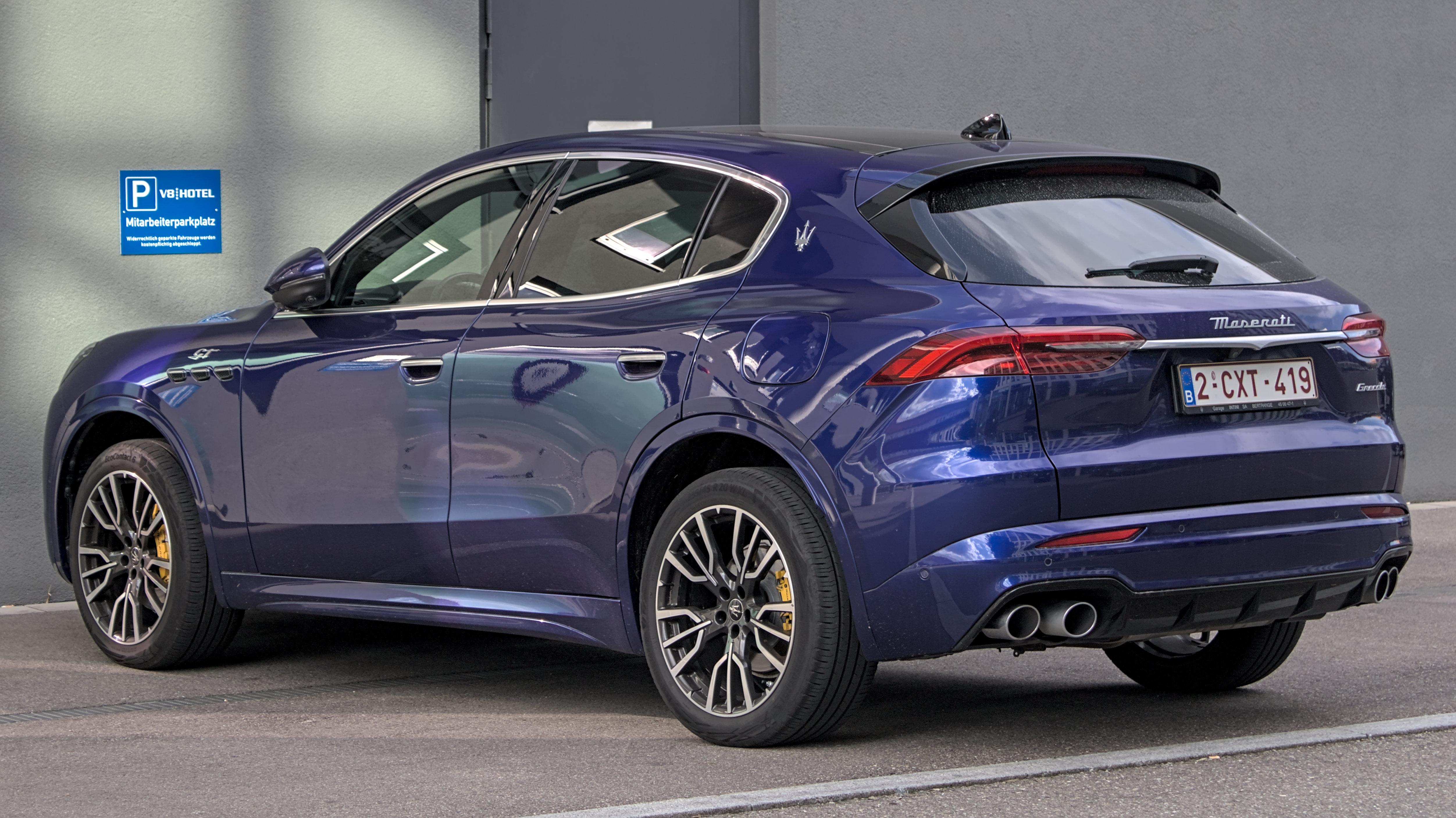
Grecale GT вид ззаду
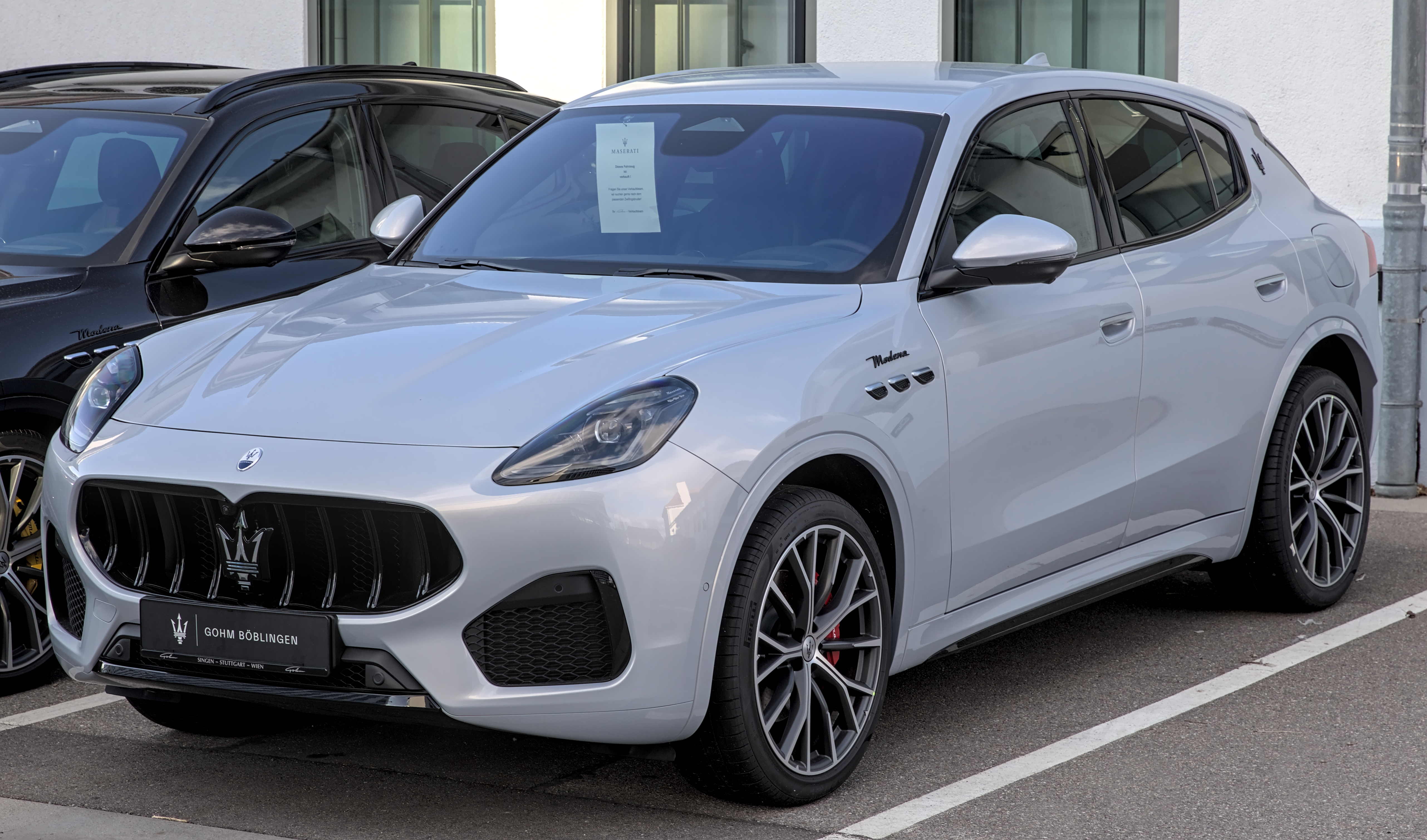
Grecale Modena
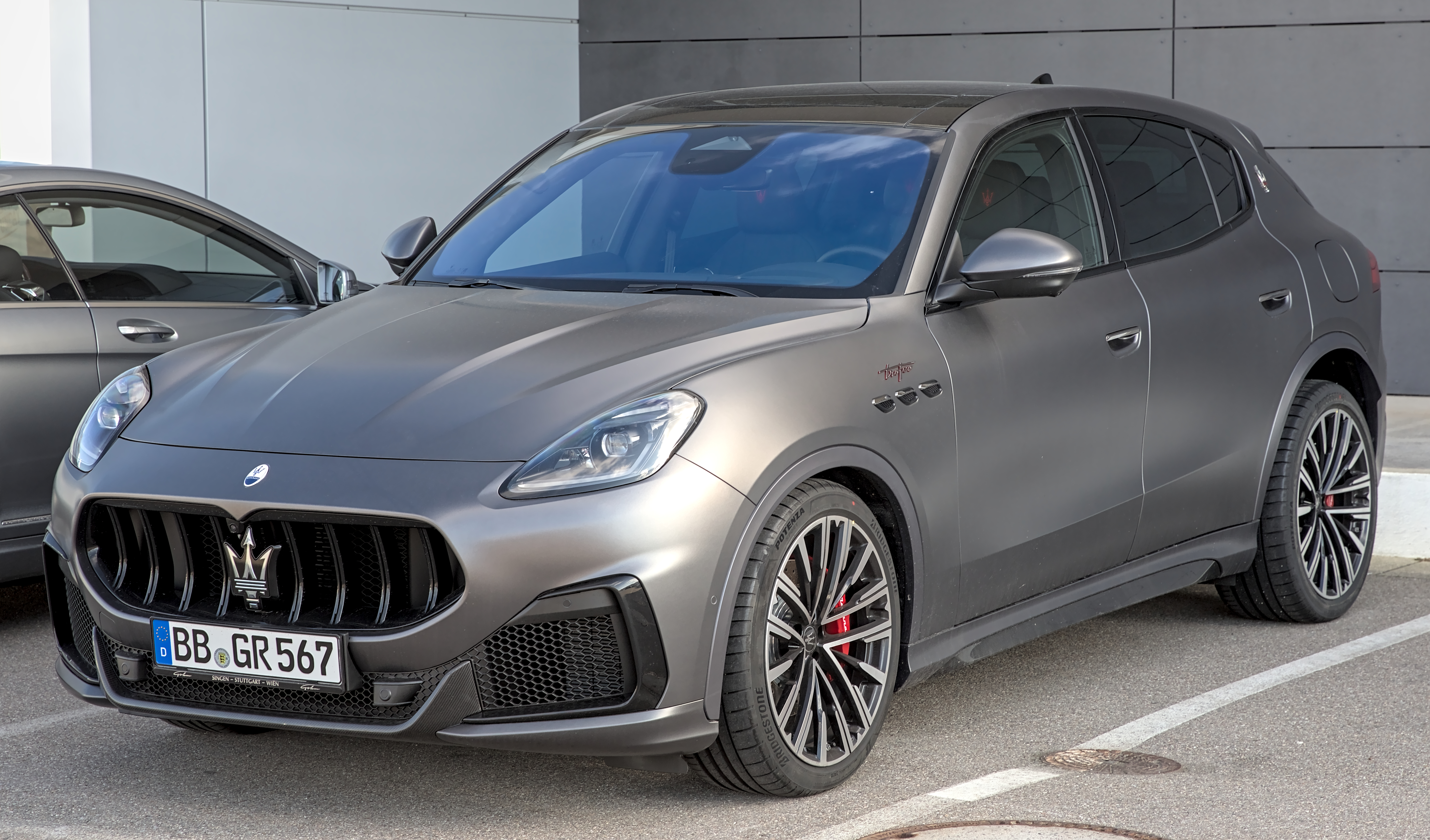
Grecale Trofeo
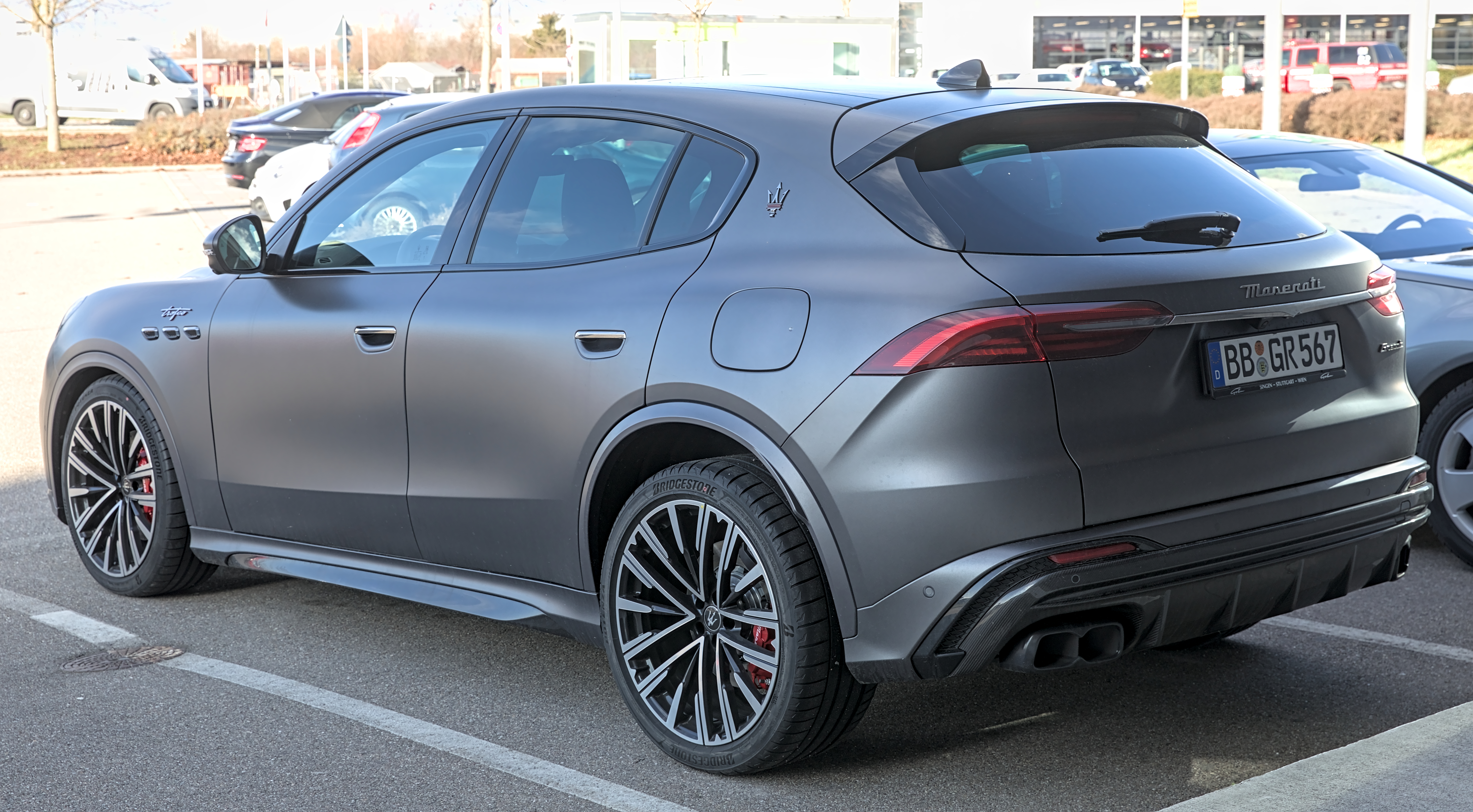
Grecale Trofeo вид ззаду